# ستيف دوير
ستيف دوير (بالإنجليزية: Steve Doerr)‏ هو لاعب كرة قدم أمريكي، ولد في 7 يوليو 1959 في فينيكس في الولايات المتحدة. لعب مع ممفيس أمريكانز ‏.